# 迪布鲁格尔

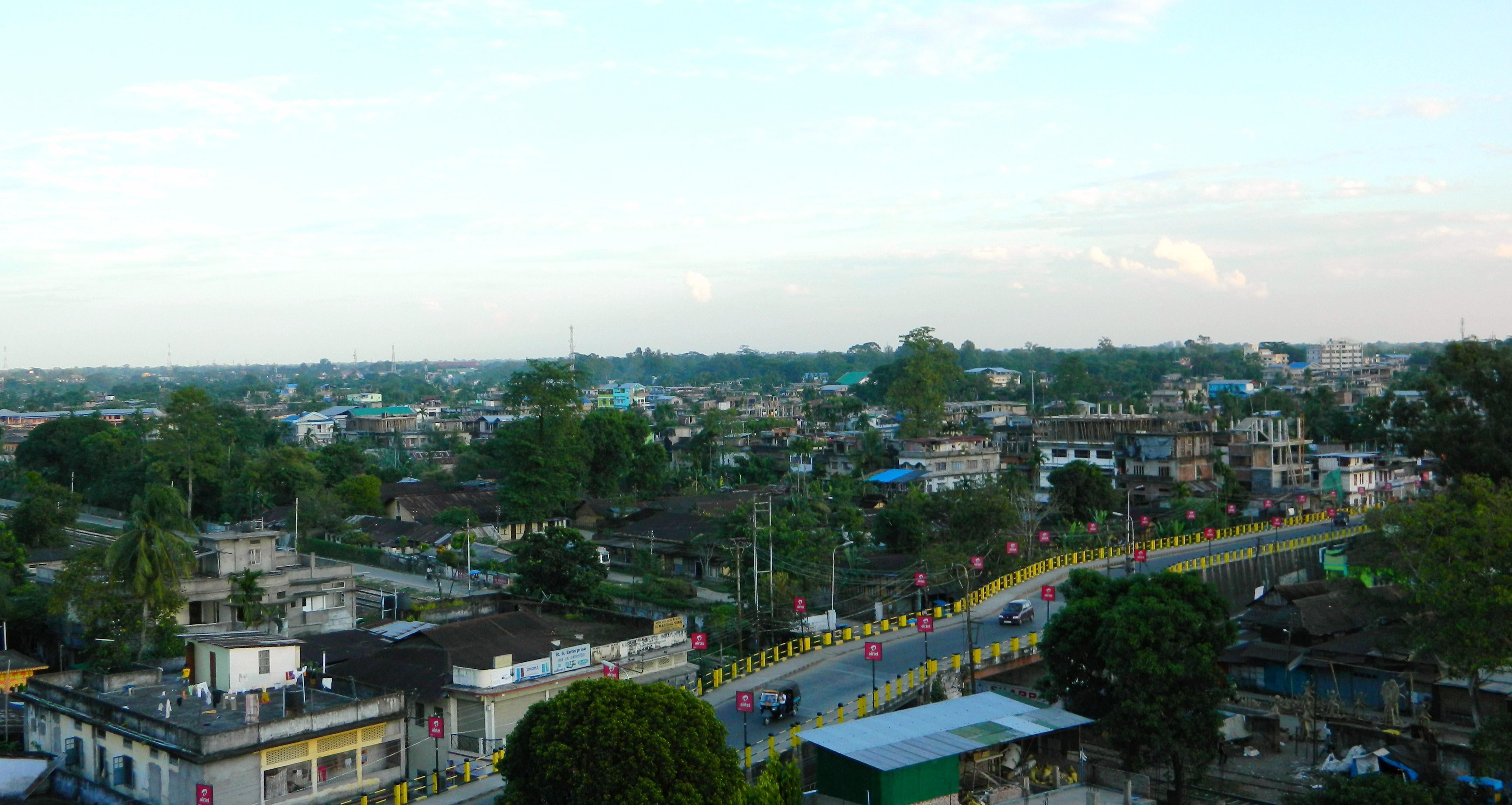
迪布鲁格尔市區

迪布鲁格尔（Dibrugarh），是印度阿萨姆邦迪布鲁格尔县的一个城镇和行政中心，也是上阿薩姆地區的工業城市。总人口122523（2001年）。

## 人口
该地2001年总人口122523人，其中男性65736人，女性56787人；0—6岁人口11171人，其中男5776人，女5395人；识字率81.17%，其中男性为82.44%，女性为79.70%。

## 交通
- 迪布鲁格尔机场，有航班通往印度内地。
- 迪布鲁格尔車站，印度東北部最大的車站。